# Wilmer (nome)
Wilmer  è un nome proprio di persona inglese maschile.

## Varianti in altre lingue
- Portoghese brasiliano: Vilmar[1]
- Spagnolo latinoamericano: Wilmer[1], Wilmar[1]

## Origine e diffusione
Anche se viene talvolta impiegato come forma maschile di Wilma, si tratta in realtà di una ripresa già cinquecentesca del cognome inglese Wilmer, a sua volta derivato dal nome anglosassone Wilmǣr, che è composto da willa ("volontà", "desiderio") e mære ("famoso", "celebre"). Il nome è particolarmente comune nei paesi ispanofoni dell'America Latina.

## Onomastico
Il nome è adespota, ossia privo di santo patrono; l'onomastico può essere eventualmente festeggiato il 1º novembre, festa di Ognissanti.

## Persone

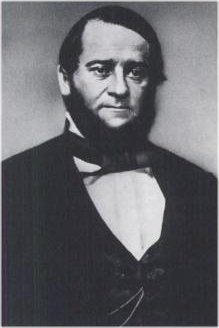
Wilmer McLean

- Wilmer Aguirre, calciatore peruviano
- Wilmer Allison, tennista statunitense
- Wilmer Cabrera, calciatore e allenatore di calcio colombiano
- Wilmer Crisanto, calciatore honduregno
- Wilmer Flores, giocatore di baseball venezuelano
- Wilmer McLean, agricoltore, funzionario e piantatore statunitense
- Wilmer Valderrama, attore e produttore cinematografico statunitense
- Wilmer Velásquez, calciatore honduregno

### Varianti
- Wílmer López, calciatore costaricano
- Wilmar Paredes,  ciclista su strada e pistard colombiano
- Wilmar Roldán, arbitro di calcio colombiano